# Pyrorchis
Pyrorchis es un género de orquídeas de la subfamilia Orchidoideae dentro de la familia Orchidaceae. Tiene 2 especies descritas y aceptadas.

## Descripción
Son orquídeas de hábitgos terrestres que se encuentran en el sur de Australia y Tasmania que desaparece en invierno y florece en la primavera y el verano temprano, ayudado por los fuegos producidos.

## Taxonomía
El género fue descrito por D.L.Jones et M.A.Clem.  y publicado en Phytologia 77(6): 448. 1994[1995].

## Especies
- Pyrorchis forrestii (F.Muell.) D.L.Jones & M.A.Clem., Phytologia 77: 450 (1994 publ. 1995)
- Pyrorchis nigricans (R.Br.) D.L.Jones & M.A.Clem., Phytologia 77: 449 (1994 publ. 1995) - especie tipo